# Milesia limbipennis
Milesia limbipennis är en tvåvingeart som beskrevs av Macquart 1848. Milesia limbipennis ingår i släktet Milesia och familjen blomflugor. Inga underarter finns listade i Catalogue of Life.